# Victoire Farnèse
Pour les articles homonymes, voir Vittoria Farnèse (homonymie).
Victoire Farnèse, née en 1521 à Valentano et morte le 13 septembre 1602 à Urbino, est une aristocrate de Parme du XVIe siècle.

## Biographie

### Famille
Née le 10 août 1519 , au château familial de Valentano en Toscane , Victoire est la première enfant et la fille unique de Pierre-Louis Farnèse, duc de Castro, Parme et Plaisance, et de Gerolama Orsini. Elle est la sœur des cardinaux Alexandre et Ranuccio Farnèse, d'Octave, duc de Parme et de Horace, duc de Castro. Ses grands-parents paternels sont le pape Paul III et sa maîtresse Silvia Ruffini  et ses grands-parents maternels sont Ludovico Orsini, comte de Pitigliano et Giulia Conti . Victoire grandit au château de Gradoli et est principalement élevée par sa mère, ne voyant presque pas son père, en campagnes militaires. Elle reçoit une éducation de qualité .

### Mariage
Son grand-père, le pape Paul III et son frère, le cardinal Alexandre Farnèse, se chargent d'arranger son mariage. Une tentative d'union avec un membre de la maison royale française échoue, et en outre, les négociations avec Cosme Ier de Toscane, Fabrizio Colonna, prince di Paliano, et Emmanuel-Philibert de Savoie n'aboutissent pas. En 1539, après la mort de l'impératrice Isabelle de Portugal, Victoire est proposée par sa famille comme épouse à l'empereur Charles Quint, qui refuse l'offre .
Victoire a environ trente ans lorsque le prochain projet matrimonial de sa famille se révèle enfin couronné de succès. En février 1547, Guidobaldo II della Rovere, duc d'Urbino, perd son épouse Giulia da Varano, duchesse de Camerino, avec qui il a eu une fille, Virginia . N'ayant pas d'héritier mâle, le duc d'Urbino cherche à se remarier. Les négociations sont menées par les cardinaux Alexandre Farnèse et Hercule Gonzague. Le représentant de Guidobaldo II à Rome décrit Victoire comme une jeune fille modeste, pieuse et gracieuse. Sa famille lui donne une dot de 60 000 ducats ainsi que des bijoux, et des objets en or et en argent d'une valeur de 20 000 ducats. Le mariage par procuration est célébré à Rome le 29 juin 1547  et le mariage officiel a lieu le 26 janvier 1548 à Urbino . Victoire donne naissance à trois enfants  :
- Francesco Maria II della Rovere (1549-1631), duc d'Urbino, qui épouse Lucrèce d'Este, princesse de Modène, et en secondes noces Livia della Rovere.
- Isabella della Rovere (1554-1619), qui épouse Niccolò Bernardino Sanseverino, prince de Bisignano.
- Lavinia della Rovere (1558-1632), qui épouse Alfonso Felice d'Avalos, prince de Francavilla.

Victoire assure l'éducation de ses nièces Clelia, fille d'Alexandre, et Lavinia (1560-1605), fille d'Octave, ainsi que celle d'Ippolito et Giuliano, les fils illégitimes de son beau-frère le cardinal Giulio della Rovere .

### Duchesse d'Urbino

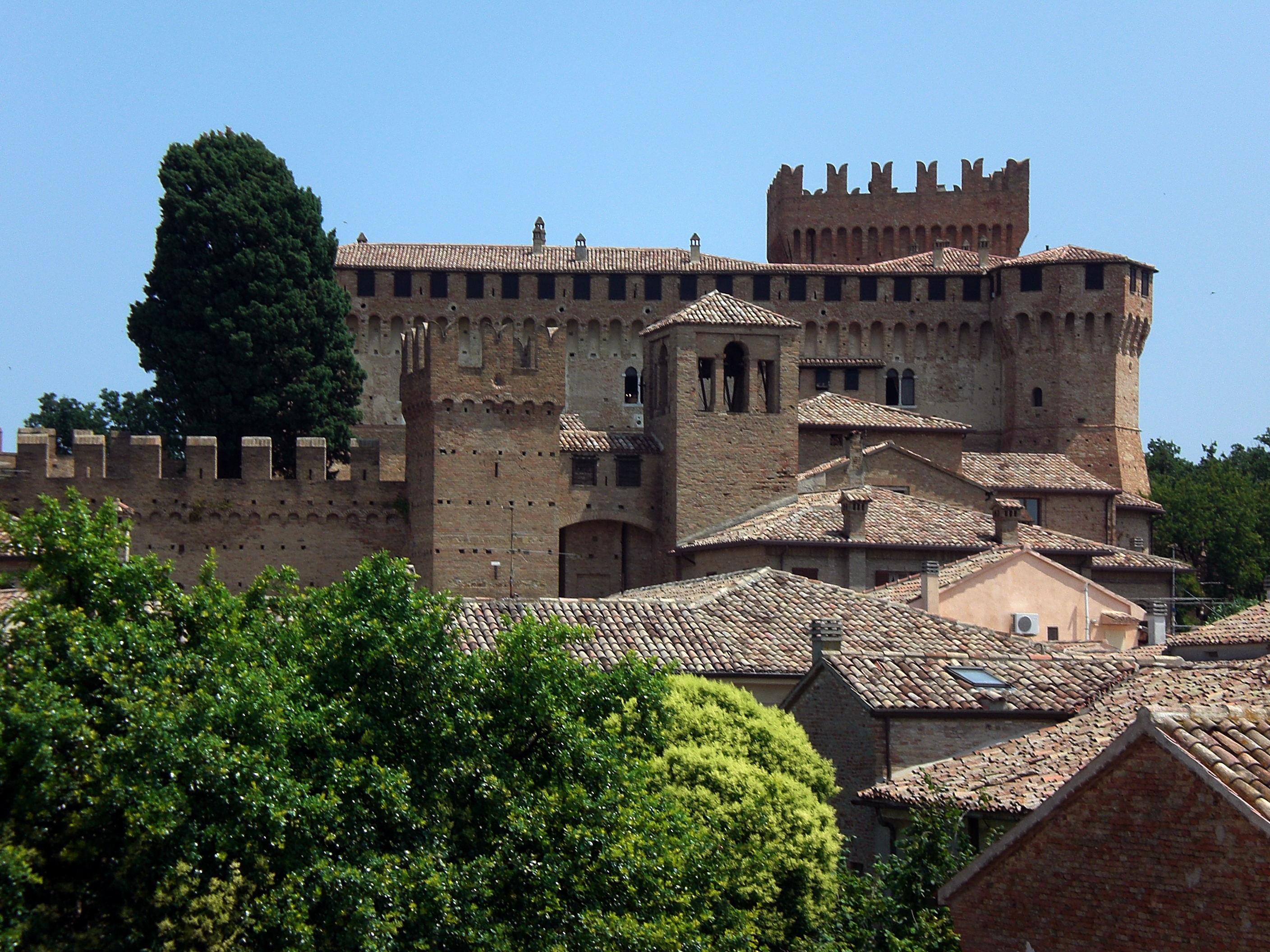
Le château de Gradara.

Guidolbaldo lui offre comme cadeau, cette même année, la forteresse de Gradara qu'elle administre jusqu'à la mort de son mari, survenue en 1574 . En 1552, elle réforme les statuts communaux que la famille Malatesta, anciens seigneurs de Gradara, avait accordé à la ville en 1363, et ces nouveaux statuts restent en place jusqu'en 1861 .
Selon des sources contemporaines, la duchesse est bien au courant de tout ce qui concerne les possessions de son mari et utilise la faveur de son grand-père pour renforcer la position du duché d'Urbino. Elle agit comme médiatrice dans la résolution des conflits entre les membres de la famille. En 1569, elle réussit à convaincre son beau-frère, le cardinal Giulio della Rovere, de céder le duché de Sora à son fils Francesco Maria. En 1579, Francesco Maria vend ce fief à la famille Boncompagni pour rembourser une partie des dettes héritées de son défunt père .
Les opinions religieuses de la duchesse diffèrent quelque peu de celles de l'Église, ainsi, elle accorde une grande importance aux Saintes Écritures et est d'avis que le mariage est supérieur au célibat. De nombreuses œuvres poétiques et en prose lui sont dédiées. Laura Battiferri lui dédicace sa transcription des Psaumes pénitentiels et l'humaniste Antonio Brucioli, persécuté par l'Inquisition, lui consacre plusieurs poèmes spirituels.
En politique étrangère, Victoire a une orientation pro-impériale et est une fervente partisane de la Maison de Habsbourg. Elle réussit à obtenir une autonomie partielle pour Gradara et bénéficie d'un certain nombre de privilèges fiscaux. Sous son règne, la soie commença à être produite dans le duché. En 1562, elle réussit à négocier avec les rebelles de Gubbio, mais une tentative de négociation avec les rebelles d'Urbino en 1572-1573 se solde par un échec et le soulèvement est brutalement réprimé par son mari .
Veuve, Victoire vit quelque temps à la cour de son fils. Mais en raison de désaccords survenus entre eux, en juillet 1582, elle s'installe auprès de sa famille à Parme, où elle soutient sa nièce Marguerite Farnèse après son mariage infructueux avec Vincent Ier de Mantoue. L'année suivante, Victoire retourne à Urbino pour organiser le mariage de sa plus jeune fille Lavinia, en lui donnant une dot d'un montant de 80 000 écus. Les désaccords entre elle et son fils s'intensifient et la duchesse douairière quitte de nouveau Urbino en juin 1584 pour ne revenir qu'en mars 1588. Elle souffre du mariage raté et stérile de son fils avec Lucrèce d'Este. Ce n'est qu'en août 1578 que le Saint-Siège autorise le couple à vivre séparément, mais le mariage n'est pas annulé. Lucrèce retourne donc à Ferrare mais reste duchesse d'Urbino jusqu'à sa mort en 1598. Francesco Maria II est finalement libre de se remarier avec sa cousine, Livia della Rovere, choisie par Victoire. Le duc d'Urbino n'est pas plus satisfait de cette seconde union, mais il réussit à concevoir l'héritier tant espéré, Federico Ubaldo della Rovere, en 1605, trois ans après la mort de Victoire.
Isabelle, la fille aînée et préférée de la duchesse, a également des problèmes conjugaux. Apparemment victime de malformations, elle subit les abus de son mari, le prince de Bisgnano, et trouve souvent refuge auprès de sa mère. Les relations de Victoire avec sa plus jeune fille, Lavinia, sont plus tendues. La duchesse est soutenue financièrement par son frère, le cardinal Alexandre Farnèse et ses nièces Clelia et Lavinia .
Les dernières années de la duchesse douairière se passent à Pesaro. Sa santé étant endommagée, elle cesse d'interférer dans le règne de son fils, et leur relation s'apaise. Victoire Farnèse meurt à Pesaro le 13 décembre 1602 à l'âge de 83 ans et sa dépouille est inhumée dans l'église du couvent des Sœurs du Corpus Christi à Pesaro .